# Coritani

La zona di residenza dei Coritani

I coritani o corieltauvi erano un popolo britannico prima della conquista romana e furono poi una civitas romana.
Il loro nome appare come Coritani e Coritavi nella "Geografia" di Claudio Tolomeo (II secolo). Tuttavia, la "Cosmografia ravennate" dà il nome della loro capitale nell'apparente forma corrotta Rate Corion Eltavori, mentre un'iscrizione trovata a Churchover chiama il distretto amministrativo Civitas Corieltauvorum: ciò suggerisce che la forma corretta della denominazione potrebbe essere invece Corieltauvi.
Il loro territorio era nelle odierne Midlands orientali, nelle contee di Lincolnshire, Leicestershire, Nottinghamshire, Derbyshire e Northamptonshire. La loro capitale era Ratae Coritanorum (o Ratae Corieltauvorum), l'odierna Leicester.
Erano un popolo principalmente agricolo, che aveva pochi siti fortificati e sembrano essere stati una federazione di piccoli gruppi tribali indipendenti. Dall'inizio del I secolo a.C. cominciarono a coniare monete con iscrizioni, che indicano proprio la presenza di più sovrani. Nelle monete più tarde, datate intorno al 45, compare il nome di Volisios, apparentemente il re supremo della regione, insieme con quelli di tre presunti sovrani che dovevano dipenderne (Dumnocoveros, Dubnovellauno o Dumnovellauno, e Cartivelios). Un'ampia parte di queste monete è stata trovata a Lightcliffe e Honley nello Yorkshire. Ciò potrebbe indicare che Volisios e i suoi luogotenenti mossero verso nord in risposta all'annessione dei loro territori da parte dei romani. I Coritani avevano un'importante zecca, e forse un centro tribale, a Sleaford.
Si opposero poco, o forse per nulla, alla conquista romana: è infatti probabile che abbiano visto in loro una protezione contro l'aggressiva tribù vicina dei "Briganti". Ratae cadde in mano ai romani attorno al 44, e vi fu acquartierata la VIIII Hispana. La strada romana conosciuta come Fosse Way e i primi confini della provincia passavano nel loro territorio.